# Соціал-демократична партія Кореї
Соціал-демократична партія Кореї (кор. 조선사회민주당) — одна з трьох офіційно існуючих партій в КНДР (до 1981 року - Демократична партія Кореї).
Лідер партії - Кім Йон Де (заступник голови Президії ВНЗ КНДР). Чисельність - 30 тис. членів (2002).
На сьогоднішній день повністю підконтрольна Трудовій партії Кореї.

## Історія

### Передісторія
Традиційний марксизм-ленінізм вважав можливим збереження багатопартійності в тих суспільствах, які тільки вступили на шлях будівництва соціалізму. Теорія «народної демократії», яка давала концептуальне обґрунтування практичній політиці радянської влади і місцевих комуністичних партій в тих країнах, що в результаті Другої світової війни опинилися під прямим радянським контролем, також не виключала того, що в таких державах з їхньою складною класової структурою можуть існувати різні некомуністичні партії, які, однак, повинні з часом бути включені до складу керованого комуністами Єдиного фронту.
У цілому, в концепції «народної демократії» багатопартійність розглядалася як явище цілком припустиме, а в багатьох випадках — навіть бажане. Корея не становила у цьому відношенні винятку. Більш того, антиколоніальний характер перетворень в 1945—1946 роках припускав, що вони можуть розраховувати на широку і різнобічну підтримку з боку представників усіх суспільних класів і в силу цього створення цілого ряду політичних партій було досить логічним.
Історія північнокорейських політичних партій почалася 12 жовтня 1945 року, рівно через два місяці після того, як радянські війська перетнули корейський кордон. У цей день радянська військова влада опублікували декрет, який офіційно дозволяв створювати політичні партії. Найімовірніше, рішення це було спеціально приурочене до організованого Політвідділом 25-ї армії наради керівництва місцевих комуністичних організацій, на якому була фактично створена Комуністична партія Північної Кореї, проте наказом від 12 жовтня скористалися не тільки комуністи, але й представники інших політичних течій.

### Демократична партія Кореї

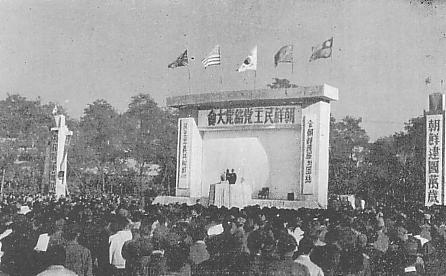
Установчий з'їзд Демократичної партії Кореї (3 листопада 1945 року)

Перша з некомуністичних партій Північної Кореї — Демократична (Мінчжудан) була заснована 3 листопада 1945 року. Творцем її став один з лідерів національного руху Чо Ман Сік. На перших порах він розраховував перетворити нову партію на реальну політичну організацію право-націоналістичного спрямування, але подібний розвиток подій не входило в плани радянської військової адміністрації.
Тому за наполяганням радянської влади першим заступником Чо Ман Сіка в цій партії став Чхве Йон Гон — колишній учень Чо Ман Сіка і, в той же самий час, соратник Кім Ір Сена і помітний учасник партизанського руху в Маньчжурії. На чолі секретаріату також був призначений колишній партизан-комуніст Кім Чхек. Таким чином, партія з моменту свого виникнення опинилася під контролем комуністів і радянської влади.
Протягом приблизно двох місяців Демократична партія була практично єдиною помітною політичною силою, яка не перебувала в прямому підпорядкуванні у радянської влади, хоча і не виступала проти неї відкрито. Однак тривало це недовго: жорсткий антикомунізм і відвертий націоналізм Чо Ман Сіка — з одного боку, прагнення радянської адміністрації до об'єднання всіх політичних і громадських організацій до складу Єдиного фронту, з іншого — повинні були привести до зіткнення.
Неминучий конфлікт вибухнув наприкінці грудня 1945 року, коли в Кореї стали відомі результати наради міністрів закордонних справ СРСР, США, Великої Британії та Китаю, що проходила у Москві. На нараді було вирішено встановити над Кореєю на перехідний період спільну опіку чотирьох держав. Рішення про опіку викликало різкі протести націоналістів, що бачили в цьому образу національної гідності і спробу встановити в країні нову форму колоніального режиму.
В кінці грудня 1945 керівники Радянської Цивільної адміністрації М. Г. Лебедєв і А. А. Романенко запросили Чо Ман Сіка на зустріч і запропонували йому і керованій ним Демократичній партії приєднатися до заяви про підтримку рішення Московської наради. Чо Ман Сік не дав відразу ніякої певної відповіді і сказав, що рішення з питання подібної важливості може бути ним прийняте тільки після наради з керівництвом партії. 2 січня зібрався пленум ЦК Демократичної партії. Оскільки настрій керівництва націоналістів було цілком зрозумілий, ні Чхве Йон Гон, ні Кім Чхек, які насправді були комуністами і введені в керівний орган партії для контролю над її діяльністю, у роботі пленуму не брали участь. 24 голосами з 31 пленум засудив рішення Московської наради міністрів закордонних справ і закликав населення Північної Кореї до боротьби проти опіки. Радянське керівництво протягом наступних декількох днів намагалося умовити Чо Ман Сіка відмовитися від його позиції і виступити-таки на підтримку Московського наради, але нічого добитися не змогло.
Вирішальні події розгорнулися на засіданні Народного політичного комітету провінції Пхьонан-Намдо в 11 годині ранку 5 січня 1946 року. До складу цього комітету, сформованого в серпні-вересні 1945 року, який грав роль свого роду протоуряду, входило по 16 представників комуністичного і націоналістичного руху. Усі 16 депутатів-комуністів взяли участь у засіданні. Націоналістів, велика частина яких входила до Демократичної партії, було істотно менше, оскільки багато хто з них, передчуваючи, в якому напрямку розгорнуться подальші події, вирішили не тільки не з'явитися на засідання, а й взагалі покинути Пхеньян і бігти до Південної Кореї. Крім того, на засіданні були присутні радянські генерали та старші офіцери, незадовго до цього прибув до Кореї представник радянських спецслужб Г. М. Баласанов, а також ряд перекладачів з числа радянських військовослужбовців.
На засіданні виступив Чо Ман Сік, який в черговий раз рішуче висловився проти встановлення опіки і заявив про свою відставку. Після цього всі представники Демократичної партії залишили зал, а слідом за ними пішли з роботи і їх прихильники з числа службовців Комітету. Єдиним націоналістом, що залишилися був Хон Кі Су, котрий симпатизував комуністам, який і довів засідання до кінця.
Чо Ман Сік був арештований на початку 1946 року, відразу ж після своєї відставки. Протягом досить довгого часу він утримувався під домашнім арештом у пхеньянському готелі «Корьо». Показово, що командувач 25-ю армією І. М. Чистяков, віддаючи наказ про арешт Чо Ман Сіка, сказав, що це необхідно для того, щоб Чо Ман Сік «обміркував» свою позицію і виступив на захист рішень Московської наради. Схоже, що навіть після відставки Чо Ман Сіка радянська влада не відразу відмовилися від ідеї співпраці з ним і його Демократичною партією. 2 квітня 1946 року Кім Ір Сен відвідав Чо Ман Сіка і ще раз запропонував йому виступити на підтримку Московської наради і створеної на основі її рішень радянсько-американської двосторонньої комісії. Чо Ман Сік відмовився. Згодом він з комфортабельного готелю був переведений в звичайну в'язницю. У 1950 році уряд КНДР спробував обміняти його на двох керівників комуністичного підпілля, захоплених в Сеулі південнокорейською службою безпеки, але ці переговори закінчилися нічим. В середині жовтня 1950 року під час Корейської війни (за одними даними - 15, а за іншими - 18 жовтня), під час відступу північнокорейців і лише за кілька днів до захоплення Пхеньяну американськими військами, колишній лідер північнокорейських націоналістів був розстріляний разом з низкою інших політичних ув'язнених.
Однак арешт Чо Ман Сіка не привів до формальної ліквідації Демократичної партії. Коли 29 січня 1946 року було опубліковано спільну заяву політичних партій та організацій Півночі, підпис під якою місяцем раніше відмовився поставити Чо Ман Сік, то від імені Демократичної партії Кореї його підписав Чхве Йон Гон. 5 лютого 1946 року Чхве Йон Гон скликав у Пхеньяні екстрену нараду активістів Демократичної партії, яка засудила дії Чо Ман Сіка та інших противників рішення Московської наради. 24 лютого 1946 року в Пхеньяні відкрився I з'їзд Демократичної партії. На ньому Чо Ман Сік був оголошений «реакціонером», «американським і японським агентом», а всі діячі з його оточення, що ще лишилися в керівництві партії, були позбавлені посад і, в багатьох випадках, репресовані.

## Ідеологія
Згідно з офіційною позицією КНДР, СДПК - це демократична політична партія, яка об'єднує середніх і дрібних підприємців і торговців, ремісників, частину селян, а також християн. Вона висуває своїм керівним ідеалом національну соціал-демократію, що відповідає історичним умовам і національним особливостям Кореї, і вважає своїм основним політичним кредо самостійність, незалежність, демократію, мир і захист прав людини.

## Цікавий факт
На честь Чо Ман Сіка засновник тхеквондо генерал південнокорейської армії Чхве Хон Хі назвав один з формальних комплексів цього виду бойового мистецтва — туль Ко-Дан (псевдонім, під яким працював Чо Ман Сік). Однак на початку 80-х років, коли Міжнародна федерація тхеквон-до розпочала співпрацю з урядом КНДР, цей формальний комплекс було видалено, а замість нього до програми тхеквондо було додано туль Чучхе, названий на честь офіційної ідеології КНДР. 